# Solun
Solun (grčki: Θεσσαλονίκη, latinično: Thessaloníki) je drugi po veličini grad u Grčkoj. Solun je glavni grad grčke Periferije Središnja Makedonija i ima status druge grčke prijestolnice zbog svoje velike povijesne i strateške važnosti. Grad se rasprostire uzduž Solunskog zaljeva na oko 17 km i sastoji se od 13 gradskih općina.
U grčkom jeziku, grad je još poznat pod nazivom Σαλονίκη (Saloniki), u turskom kao Selânik, u slavenskim jezicima kao Solun (Солун), na arumunjskom kao Săruna i na ladinu kao Selanik.
U Grčkoj je grad drugo po veličini gospodarsko, industrijsko, trgovačko i kulturno središte, kao i važno prometno mjesto u jugoistočnoj Europi. Trgovačka luka grada je vrlo važna za Grčku i za druge zemlje na jugoistoku Europe. Grad je poznat po mnogobrojnim spomenicima i zgradama iz ranokršćanskog i bizantskog razdoblja koji su 1988. godine upisani na UNESCO-ov popis mjesta svjetske baštine u Europi, ali i po spomenicima iz otomanskog razdoblja, među kojima su neke građevine sefardskih Židova.

## Povijest

### Helenističkodoba
Grad je oko 315. pr. Kr. osnovao Kasander, kralj Makedonije (Μακεδών) na ili blizu mjesta starog grada Terme i na 26 drugih okolnih sela. Nazvao je grad po svojoj ženi Tesaloniki, sestri Aleksandra Velikog, njoj je ime dao njezin otac Filip II. Makedonski, koji je na dan njezinog rođenja ostvario pobjedu (grčki, latinično: nike) protiv Tesalijaca.
Solun se počeo naglo razvijati, i u 2. stoljeću pr. Kr. je dobio zidove. Grad je bio autonomni dio Kraljevine Makedonije, s vlastitim parlamentom u kojem je kralj imao svog predstavnika.

### Rimskodoba
Poslije pada Kraljevine Makedonije, 168. pr. Kr., Solun je postao grad u Rimskoj Republici. Postao je važno trgovačko središte na Via Egnatiji, rimskoj cesti koja je spajala Bizantion (latinski: Byzantium, kasnije Konstantinopol) s Dyrrachiumom (danas Drač, albanski: Durrës) u Albaniji. Ta cesta je omogućavala trgovinu između Europe i Azije. Grad je postao glavno mjesto jednog od četiri rimska okruga u Makedoniji. Zadržao je svoje povlastice, ali je njime vladao pretor (latinski: praetor) i imao je rimski vojni garnizon. U jednom kratkom razdoblju u 1. stoljeću pr. Kr. sve grčke provincije su bile pod Solunom. Zbog velike trgovačke važnosti, Rimljani su gradu izgradili prostranu luku (Σκαπτός Λιμήν), koja je opsluživala grad sve do 18. stoljeća.
Solunska akropola koja se nalazi na sjevernim brdima je izgrađena 55. pr. Kr., nakon napada Tračana.
U gradu je tijekom 1. stoljeća, osnovana židovska kolonija, a i bio je jedan od ranih centara kršćanstva. Na svom drugom misionarskom putovanju Pavao iz Tarza je propovijedao u gradskoj sinagogi i postavio temelje nove crkve. Pobunjeni Židovi su ga izbacili iz grada i on je pobjegao u Veroiju. Pavlova poslanica Solunjanima je poslana kršćanskoj zajednici u Solunu.
Zaštitnika, Svetog Dimitrija, grad je dobio 306. godine. Njemu se pripisuje veliki broj čuda koja su spasila grad. On je bio rimski prokonzul (latinski: Proconsul) Grčke, za vrijeme protukršćanskog cara Maksimijana i bio je mučen u rimskom zatvoru, na čijem mjestu je danas crkva Svetog Dimitrija. Crkvu je izgradio rimski podprefekt Ilirika, 463. godine.

### Bizantsko doba
Nakon podjele Rimskog Carstva na istočni i zapadni dio kojima se vladalo iz Konstantinopola i Rima, Solun je potpao pod Istočno Rimsko Carstvo (Bizant). Solun je bio drugi po važnosti grad poslije Konstantinopola. 390. godine, grad je postao mjesto revolta protiv cara Teodozija I. i njegovih gotskih plaćenika. Rimski general i nekoliko drugih visokih dužnosnika su ubijeni u pobuni, što je rezultiralo krvoprolićem nad 7000 do 15 000 stanovnika na gradskom hipodromu.
Nakon ovoga slijedi zlatno doba grada, sve do pada Rimskog Carstva i najezda barbara. 620. godine, veliki je potres pogodio grad u kojem je srušen veliki broj zgrada, uključujući i rimski forum.
U 7. stoljeću, Slaveni su napali grad, ali ga nisu uspjeli osvojiti. Bizantska braća Ćiril i Metod, koji su rođeni u Solunu su poslani od strane bizantskog cara Mihaela III. Pijanca u misionarsku misiju u sjeverne regije zemlje. Tamo su uzeli južnoslavenski govor za osnovu starockrvenoslavenskog jezika.
U 9. stoljeću, Bizantinci su odlučili preseliti tržnicu za bugarska dobra iz Carigrada u Solun. Bugarski car Simeon I. je napao Tračku, pobijedio bizantsku vojsku i prisilio Carstvo da vrati tržnicu u Carigrad. 904. godine, Saraceni s Krete su napali grad i nakon deset dana pljačkanja, otišli s bogatim plijenom i 22 000 robova, većinom mlađeg stanovništva.
Usprkos ovome, grad se brzo oparavio i zajedno s Bizantom doživio procvat u 10., 11. i 12. stoljeću. Broj stanovnika grada se naglo povećavao, zajedno s velikom židovskom zajednicom. Svakog listopada, izvan gradskih zidina se održavao sajam sv. Dimitrija, koji je trajao 6 dana. U to vrijeme ovo je bio jedan od najvećih sajmova u tom dijelu svijeta.
Gospodarski razvoj grada je nastavljen i u 12. stoljeću za vrijeme dinastije Komneni, koja je proširila bizantsku vladu na sjever u Srbiju i Mađarsku. U gradu se tad nalazila kovnica novca, što je u to vrijeme bio veliki znak bogatstva.
Poslije smrti cara Manuela I. Komnena, 1180. godine, Bizantsko Carstvo je započelo svoj pad. 1185. godine, Normanski vladari Sicilije su napali i okupirali grad, što je rezultiralo njegovim popriličnim uništenjem. Njihova vladavina je trajala manje od godinu dana, jer ih je Bizant pobijedio u dvije bitke i prisilio na evakuaciju.
Solun je nestao s karte Bizanta 1204. godine, kada su Carigrad osvojili križari u Četvrtom križarskom ratu. Solun i okolni teritoriji su postali dio Solunskog Kraljevstva u Latinskom Carstvu. Grad je vraćen u Bizantsko Carstvo, 1246. godine.
Iako je ovo vrijeme raznih invazija, Solun je imao veliki broj stanovništva i razvijenu trgovinu. Ovo je rezultiralo intelektualnim i umjetničkim procvatom, čije tragove danas možemo naći u mnogim crkvama i njihovim freskama.
U 14. stoljeću, grad je zahvatio zelotski pokret, koji je započeo kao religijski sukob između konzervativnog biskupa Gregoriosa Palamasa (Γρηγόριος Παλαμάς) i redovnika Barlaama. Brzo se ovo pretvorilo u politički sukob u kojem su zeloti nakratko osvojili vlast nad gradom.

### Osmansko doba
Bizantsko Carstvo, koje nije uspijevalo zaštititi grad od najezda Turaka, je prodala Solun Mletačkoj Republici, koja je kontrolirala grad do turskog napada 29. ožujka 1430. godine, pod vodstvom Murata II., koji je nakon trodnevne opsade zauzeo grad.
Tijekom osmanske vlasti, grad je postao multikulturalan, a stanovništvo su činili Židovi (najveća zajednica), Turci, Slaveni, Albanci i Grci koji su činili četvrtinu stanovništva. Od oko 130 000 stanovnika koji su živjeli u gradu početkom stoljeća, 60.000 su bili Sefardski Židovi, čiji su preci prognani iz Španjolske i Portugala poslije 1492.
Grad je ostao u rukama Turaka idućih pet stoljeća i postao je jedan od najvažnijih gradova u Carstvu i jedno od najvažnijih trgovačkih središta Balkana. Željeznička pruga baruna Hirscha stigla je u grad 1888. godine, a u razdoblju od 1896. do 1904. je izgrađena nova luka. Osnivač moderne Turske, Kemal Atatürk je rođen u gradu 1881. godine, a ovdje se i nalazilo sjedište pokreta Mladoturaka, početkom 20. stoljeća. Rodna kuća je danas muzej, u kojoj je i turski konzulat.
Solun je prvo bio središte sandžaka u vilajetu Rumelija između 1393. i 1402. i opet, između 1430. i 1864. godine, nakon čega je postao pokrajina. Solunska pokrajina se sastojala od sandžaka Selânik (Solun), Drama i Seres (Siroz ili Serez).
Građevine iz osmanskog razdoblja se mogu najviše naći u dijelu grada 'Ano Poli' (Gornji grad), u kojem se nalaze jedine tradicionalne drvene kuće i fontane koje su preživjele veliki požar. U središti grada su opstale i nekoliko džamija, kao "Hamza-Bej džamija", Alatza Imaret džamija", "Bezesteni" i "Jahudi Hamam". Skoro svi od više od 40 minareta su izgorjeli u požaru ili su maknuti poslije 1912. Samo je jedan preživio u Rotundi. Također je preživjelo i nekoliko turskih kupališta.

### Moderno doba
Solun je bio meta Prvog balkanskog rata, 1912. godine, tijekom kojeg je Grčka ujedinjena, 26. listopada 1912. godine, što je u Grčkoj blagdan. Kralj Đuro Prvi je ubijen u atentatu tijekom svog posjeta Solunu, 18. ožujka 1913.
1915. godine, tijekom Prvog svjetskog rata, savezničke snage su se iskrcale u Solunu i koristili grad kao bazu za ofenzivu protiv pronjemačke Bugarske. Prosavezničku privremenu vladu je odavde vodio Elefterios Venizelos, suprotno volji neutralnog kralja Grčke.
Veći dio grada je uništen u požaru 18. kolovoza 1917. godine, kojeg su slučajno uzrokovali francuski vojnici. Požar je u beskućnike pretvorio 72 000 ljudi, od ukupno 271 157 ljudi koji su živjeli tad u gradu. Obnova središta grada je bila zabranjena, sve dok se nije donio moderni razvojni plan grada. Taj plan je napravio francuski arhitekt Ernest Hebrard. Njegov plan je uklonio istočnjački izgled grada i pretvorio ga u moderni europski grad.
Jedna od glavnih posljedica požara je bilo i uništenje polovice domova Židova, što je dovelo do njihovog masovnog iseljenja. Veliki broj njih se preselio u Palestinu, a manji u Francusku i SAD. Njih su zamijenili grčke izbjeglice, koje su bježale iz Smirne u Turskoj, 1922. pred Grčko-turskim ratom. Kao rezultat ove humanitarne krize, gradsko stanovništvo se naglo povećalo.
Solun je zauzela Nacistička Njemačka, 9. travnja 1941. godine i držala ga pod okupacijom sve do 30. listopada 1944. Grad je teško oštećen u Savezničkom bombardiranju, a židovsko stanovništvo su gotovo u potpunosti istrijebili nacisti. Jedva je tisuću Židova preživjelo. Poslije rata je Solun brzo obnovljen i broj stanovništva se naglo povećao. Grad se najviše razvijao od 1950-ih do 1980-tih, ali bez urbanističkog plana, što je dovelo do velikih prometnih gužvi, koje su ostale do danas.
20. lipnja 1978. godine, grad je pogodio jak potres jačine 6.5 stupnjeva. Ovaj potres je prouzročio štetu na mnogim zgradama i povijesnim spomenicima, kao i smrt 40 ljudi. Grad se opet brzo oporavio i nakon ove prirodne katastrofe.
Raniji kršćanski i bizantski spomenici u Solunu su stavljeni na UNESCO-ov popis Svjetske baštine, 1988. godine. Solun je postao Europski glavni grad kulture za 1997. godinu.
Solun je vrlo važan sveučilišni centar jugoistočne Europe i u njemu živi veliki broj studenata iz cijele zemlje. U gradu se nalazi Aristotelovo Sveučilište, najveće u Grčkoj, i Makedonsko Sveučilište.

## Gospodarstvo
Solunsko gospodarstvo najviše ovisi o luci, kao i o industrijskom i trgovačkom sektoru. Industrijski se u gradu proizvodi: rafinirano ulje, kemikalije, tekstil, strojevi, brašno, cement, farmaceutika i alkohol. Veliki broj obližnjih država, koriste ovaj grad kao luku. Većina ljudi u gradu je zaposlena u manjim poduzećima. Službeno je 2002. godine, stopa nezaposlenosti bila 10 %, ali pravi brojevi su vjerojatno mnogo niži.

## Stanovništvo

### Statistički podaci
Stanovništvo u Solunskoj općini
| Godina | Stanovništvo | Promjena        |
| ------ | ------------ | --------------- |
| 1981.  | 406.413      | –               |
| 1991.  | 383.967      | –22.446/–5,52 % |
| 2001.  | 363.987      | –19.980/–5,20 % |

Iako se stanovništvo općine Solun, neprestano smanjuje, aglomerizacijsko područje grada raste, jer se stanovništvo preseljava u predgrađa.

### Solunski Židovi
Tijekom osmanske vladavine, Židovi u Solunu su činili više od polovice stanovništva i postojala je jaka židovska vladavina u trgovini, sve dok Grčka nije preuzela grad u 1912. godini.
Solunska židovska zajednica je bila većinom sefardskog porijekla, iako je postojala i manja skupina starih Romaniota.  Kao rezultat židovskog utjecaja na grad, veliki broj nežidovskog stanovništva je govorila ladino, a grad se praktički gasio u subotu, na židovski sabat.Židovska zajednica u Solunu je najstarija u kontinentalnoj Europi a Solun je bio najveći Sefardski centar u svijetu. Zbog toga je Solun dobio nadimak "la madre de Israel" (Majka Izraela) ili balkanski Jeruzalem.
Najveće opadanje broja Židova počinje nakon velikog požara 1917. Grčka je vlada u svojim naporima heleniziranja grada, namjerno onemogućavala povratak Židova svojim domovima, iako je kompenzirala njihove gubitke. Veliki broj Židova se tad preselio u Tursku, SAD, Europu i Aleksandriju u Egiptu. 1922. godine. zakon koji je zabranio trgovinu nedjeljom je dodatno uzdrmao židovske trgovce.
Solunski Židovi su i dalje bili važan dio grada, sve do nacističke okupacije tijekom Drugog svjetskog rata. Nacisti su smaknuli 96 % solunskih Židova u holokaustu, čime su uništili židovsku zajednicu grada.
Danas u gradu živi oko 1000 Židova, iako postoje značajne zajednice solunskih Židova u SAD-u i Izraelu.
Židovi u Solunu
| Godina    | Ukupno stanovništva | Židovsko stanovništvo | postotak Židova |
| --------- | ------------------- | --------------------- | --------------- |
| 1842.     | 70.000              | 36.000                | 51 %            |
| 1870.     | 90.000              | 50.000                | 56 %            |
| 1882./84. | 85.000              | 48.000                | 56 %            |
| 1902.     | 126.000             | 62.000                | 49 %            |
| 1913.     | 157.889             | 61.439                | 39 %            |
| 1943.     |                     | 53.000                |                 |
| 2000.     | 363.987             | 1000                  | 0 %             |

## Kultura

### Arheološka nalazišta
- Kripta crkve sv. Dimitrija
- Agia Paraskevi, Solun, staro groblje
- Stara Agora u Solunu
- Manastir Latomos u Solunu
- Rimska palača i Hipodrom

### Znamenitosti
- Ranokršćanski i bizantski spomenici u Solunu (UNESCO-ova svjetska baština): 
  - Crkva sv. Dimitrija (grčki: Hagios Demetrios) iz 7. stoljeća posvećena je sv. Dimitriju, zaštitniku grada.
  - Galerijev slavoluk i grobnica; slavoluk i rotundu-grobnicu izgradio je rimski car Galerije početkom 4. stoljeća.
  - Crkva Svete Mudrosti (grčki: Aja Sofija) je jedna od najstarijih građevina u gradu (temelji iz 3. st.), a današnji oblik je dobila 1205. godine po uzoru na Aja Sofiju u Konstantinopolu.
  - Panagia Chalkeon, tj. Gospina crkva bakrokovača, je izgrađena u 1028. godine od opeke zbog koje je zovu i "Crvena crkva".
  - Crkva sv. Nikole Siročeta je s početka 14. stoljeća i bila je dio nestalog manastira.
  - Crkva sv. Apostola je izgrađena u 14. stoljeću kao glavna crkva (katholikon) manastira; velika je kompozitnog oblika i bogato ukrašena.
  - Crkva Acheiropoietos (grčki: "neizgrađena rukama") je izgrađena polovicom 5. stoljeća kao trobrodna bazilika.
  - Manastir Latomos, od kojega je sačuvana samo Crkva sv. Davida, je s kraja 5. stoljeća, bogato je ukrašen mozaicima iz 6. i freskama iz 12. stoljeća.
  - Crkva sv. Pantelejmona je s početka 13. stoljeća.
- Ostale znamenitosti su:
  - Trigonijski toranj
  - Stara Agora
  - Rotunda
  - Rimska palača i Hipodrom
  - Gradske zidine

### Muzeji
- Židovski muzej u Solunu (Museo Djudio de Salonik)
- Makedonski muzej suvremene umjetnosti
- Državni muzej suvremene umjetnosti
- Makedonsko-trački folklorni i etnološki muzej
- Muzej Bizantske kulture
- Solunski arheološki muzej
- Solunski kinematografski muzej
- Solunski muzej makedonske borbe
- Solunski sportski muzej
- Vodeni muzej
- Bijeli toranj, muzej i spomenik
- Tehnički muzej
- Muzej fotografije
- Zaklada za umjetnost Teloglion

### Manifestacije
- Solunski međunarodni trgovački sajam
- Solunski međunarodni filmski festival
- Solunski festival dokumentarnog filma
- Solunski međunarodni festival fotografije
- Dimitria
- Video Dance Festival
- DMC DJ Championship

### Mediji
- Makedonia-Thessaloniki
- Agelioforos

#### Televizija
- ERT3 – odjeljak Elliniki Radiophoniki Tileorasi (ERT)
- TV Macedonia
- TV100
- Apollon TV
- Best TV (lokalna)
- TV Balkania
- Europe One
- Omega TV
- Orion TV
- Panorama TV
- Gnomi TV
- TV Thessaloniki
- Vergina TV
- 4E, Crkvena TV stanica

#### Radio
- Panorama FM – 98.4 FM
- Star FM
- Laikos FM
- Thessaloniki Radio Deejay
- Zoo Radio
- Ellinikos FM
- Heart FM
- Radio Thessaloniki
- Eroticos FM
- Cosmoradio
- Athlitiko Metropolis
- ERT 3
- Extra Sport
- Banana FM
- Rock Radio 104.7
- 1055 Rock
- City International
- Safari FM
- Republic Radio

### Sportski klubovi
- Iraklis FC
- P.A.O.K. F.C.
- Aris FC
- Apollon Kalamarias
- Agrotikos Asteras
- Epanomi (bivši ILTEX Lykoi, danas su to spojeni klubovi)
- Pavlos Melas FC

### Bolnice i klinički centri
- Međubalkanski medicinski centar
- AHEPA sveučilišna bolnica
- Bolnica Papageorgiou
- Bolnica Papanicolaou
- Solunska Hipokratova bolnica
- bolnica Georgia Gennimatasa
- Bolnica sv. Dimitrija
- Klinika sv. Luke
- Kyanous Stavros (Crveni križ)

## Prijevoz
Prva autocesta je kroz Solun prošla u 1970-ima. Solun je dostupan s autocestom GR-1/E75 iz Atene, GR-4, GR-2, (Via Egnatia) /E90 i GR-12/E85 iz Serresa i Sofije. Autocesta GR-1 je u 1970-ima dosegnula Solun i to je bio kraj njezine gradnje. U 1980-ima, započela je gradnja solunske obilaznice, koja se otvorila 1988.
Nedavno je postojeća infrastruktura na autocestama dograđena. Gradnja 9,6 km duge mreže metroa će početi u lipnju 2006. Gradnja će trajati 6,5 godina, ako sve bude teklo po planu i bit će završena krajem 2012. godine. Ovo će bitno smanjiti velike gužve u središtu grada. Javni prijevoz u gradu se trenutačno odvija samo autobusima.
Grad je veliko željezničko križište na Balkanu, s izravnim vezama za Sofiju, Skoplje, Beograd, Moskvu, Beč, Budimpeštu, Istanbul i Zagreb, kao i za Atenu i druga odredišta u Grčkoj.
Zračni promet se odvija preko Makedonske međunarodne zračne luke. Budući da su piste u luci dosta kratke, luka ne može primati prevelike zrakoplove, u budućnosti se planira njeno proširenje.

## Klima
Solun se nalazi u području izmijenjene sredozemne klime, zahvaljujći otvorenosti grada i okolice utjecajima iz unutrašnjosti Balkana. Zbog toga su zime s negativnim temperaturam i omanjim količinama snijega normalna pojava, što je bitno drugačije od južne Grčke i Atene. Mraz je također česta pojava zimi. Ljeta su topla, ali ne žarka s rijetkim padalinama u vidu jakih pljuskova. Godišnja količina oborina je 451 mm.
| Mjesec             | Sij | Velj | Ožu | Tra | Svi | Lip | Srp | Kol | Ruj | Lis | Stu | Pro |
| Maks. [°C]         | 9   | 10   | 13  | 18  | 23  | 28  | 31  | 30  | 26  | 21  | 14  | 10  |
| Min. [°C]          | 1   | 2    | 5   | 7   | 12  | 16  | 18  | 18  | 15  | 11  | 6   | 2   |
| Padaline (mm)      | 40  | 38   | 43  | 35  | 43  | 30  | 22  | 20  | 27  | 45  | 58  | 50  |
| Najveće temp. [°C] | 20  | 22   | 25  | 31  | 36  | 39  | 42  | 39  | 36  | 32  | 27  | 26  |

## Galerija slika
- Djelomični pogled na grad
- Jedna od starih kuća u Ano Poliju
- Ulaz u Eptapirgio
- Kino Olympion; mjesto filmskog festivala
- Trg Svete Sofije
- Božićne lampice na Aristotelovom trgu
- Bizantski gradski zidovi u zimi
- Solun noću
- Crkva Svetog Dimitrija Solunskog
- Crkva Svetog Proroka Ilije
- Crkva Svete Katarine
- Bizantsko kupalište

## Poznati stanovnici
- Mustafa Kemal Atatürk (1881. – 1938.), političar, osnivač moderne Turske
- Sveti Ćiril i Sveti Metod, apostoli Slavenima.
- Manolis Anagnostakis, doktor i ljevičarski pisac
- Pavle Savić, srpski fizičar
- Stavros Koujioumtzis (1932. – 2005.), grčki glazbenik i kompozitor
- Dionisis Savvopoulos (rođen 1944.), grčki glazbenik, pjevač i kompozitor
- Arif Hikmet (umro 1978.), turski arhitekt
- Zoe Laskari (rođena 1938.), grčka glumica
- Marinella (rođena 1935.), grčka pjevačica
- Kostas Voutsas (rođen 1930.), grčki glumac
- Nazım Hikmet (1902. – 1963.), turski pjesnik
- Cahit Arf (1910. – 1997.), turski matematičar
- Salih Omurtak (1889. – 1954.) turski general

## Zabratimljeni gradovi
(u kronološkom redu)
- Hartford, Connecticut, SAD, od 5. svibnja 1962.
- Plovdiv, Bugarska, od 27. veljače 1984.
- Melbourne, Victoria, Australija, od 19. ožujka 1984.
- Limassol, Cipar, od 30. lipnja 1984.
- Leipzig, Saska, Njemačka, od 10. listopada 1984.
- Bologna, Emilia-Romagna, Italija, od 20. listopada 1984.
- Bratislava, Slovačka, od 23. travnja 1986.
- Köln, Sjeverna Rajna-Vestfalija, Njemačka, od 3. svibnja 1988.
- Constanţa, Rumunjska, od 5. srpnja 1988.
- San Francisco, Kalifornija, SAD, od 6. kolovoza 1990.
- Nica, Provansa-Alpe-Azurna obala, Francuska, od 20. ožujka 1992.
- Aleksandrija, Egipat, od 12. srpnja 1993.
- Tel Aviv, Izrael, od 24. studenog 1994.